# Château de Quéjeau
Le château de Quéjeau est un château situé au lieu-dit Quéjeau, à Campénéac dans le Morbihan (France).

## Histoire
Ce château est bâti par la famille Quéjeau au XVIe siècle, avant de passer successivement aux familles Desgrées, Abillan et Tuault. Une chapelle est construite à proximité au cours du XVIe siècle. Le château est rénové au XVIIIe siècle.
Le château est répertorié à l'inventaire général du patrimoine culturel depuis 1986.